# T.C. Ziraat Bankası Spor Kulübü 2019-2020
Questa voce raccoglie le informazioni riguardanti il T.C. Ziraat Bankası Spor Kulübü nelle competizioni ufficiali della stagione 2019-2020.

## Organigramma societario
Area direttiva
- Presidente: Hüseyin Aydın

Area tecnica
- Allenatore: Giampaolo Medei
- Allenatore in seconda: Mustafa Kavaz
- Assistente allenatore: Görkem İşgüzar
- Scoutman: Mehmet Tuğyanoğlu

## Rosa
| N° | Nome               | Ruolo | Data di nascita  | Nazionalità sportiva |
| -- | ------------------ | ----- | ---------------- | -------------------- |
| 1  | Hacı Şahin         | C     | 1º gennaio 2000  | Turchia              |
| 2  | Selim Demir        | P     | 2 aprile 1996    | Turchia              |
| 3  | Yadrian Escobar    | O     | 12 luglio 1988   | Cuba                 |
| 4  | Ümit Demir         | L     | 1º ottobre 1996  | Turchia              |
| 5  | Cafer Kirkit       | S     | 1º gennaio 2001  | Turchia              |
| 6  | Cristian Poglajen  | S     | 14 luglio 1989   | Argentina            |
| 8  | Halil Yücel        | S     | 24 novembre 1989 | Turchia              |
| 9  | Enes Atlı          | S     | 5 novembre 1996  | Turchia              |
| 10 | Muhammed Ertuğrul  | C     | 12 agosto 1989   | Turchia              |
| 12 | Emin Gök           | C     | 15 febbraio 1988 | Turchia              |
| 13 | Ahmet Baltacı      | C     | 8 giugno 1999    | Turchia              |
| 14 | Raydel Hierrezuelo | P     | 14 luglio 1987   | Cuba                 |
| 15 | Koray Şahin        | C     | 17 maggio 1993   | Turchia              |
| 16 | Berkay Bayraktar   | L     | 3 luglio 1997    | Turchia              |
| 20 | Yusuf Eken         | O     | 4 maggio 2000    | Turchia              |

## Statistiche

### Statistiche di squadra
| Competizione     | Punti | In casa | In casa | In casa | In trasferta | In trasferta | In trasferta | Totale | Totale | Totale |
| Competizione     | Punti | G       | V       | P       | G            | V            | P            | G      | V      | P      |
| ---------------- | ----- | ------- | ------- | ------- | ------------ | ------------ | ------------ | ------ | ------ | ------ |
| Efeler Ligi      | 43    | 11      | 8       | 3       | 11           | 6            | 5            | 22     | 14     | 8      |
| Coppa di Turchia | -     | -       | -       | -       | -            | -            | -            | -      | -      | -      |
| Totale           | -     | 11      | 8       | 3       | 11           | 6            | 5            | 22     | 14     | 8      |

G = partite giocate; V = partite vinte; P = partite perse

### Statistiche dei giocatori
| Giocatore      | Campionato | Campionato | Campionato | Campionato | Campionato | Coppa di Turchia | Coppa di Turchia | Coppa di Turchia | Coppa di Turchia | Coppa di Turchia | Totale | Totale | Totale | Totale | Totale |
| Giocatore      | P          | PT         | AV         | MV         | BV         | P                | PT               | AV               | MV               | BV               | P      | PT     | AV     | MV     | BV     |
| -------------- | ---------- | ---------- | ---------- | ---------- | ---------- | ---------------- | ---------------- | ---------------- | ---------------- | ---------------- | ------ | ------ | ------ | ------ | ------ |
| E. Atlı        | 6          | 10         | 10         | 0          | 0          | -                | -                | -                | -                | -                | 6      | 10     | 10     | 0      | 0      |
| A. Baltacı     | 1          | 0          | 0          | 0          | 0          | -                | -                | -                | -                | -                | 1      | 0      | 0      | 0      | 0      |
| B. Bayraktar   | 22         | 7          | 6          | 1          | 0          | -                | -                | -                | -                | -                | 22     | 7      | 6      | 1      | 0      |
| S. Demir       | 13         | 1          | 0          | 0          | 1          | -                | -                | -                | -                | -                | 13     | 1      | 0      | 0      | 1      |
| Ü. Demir       | 7          | 0          | 0          | 0          | 0          | -                | -                | -                | -                | -                | 7      | 0      | 0      | 0      | 0      |
| Y. Eken        | 5          | 17         | 12         | 2          | 3          | -                | -                | -                | -                | -                | 5      | 17     | 12     | 2      | 3      |
| M. Ertuğrul    | 19         | 80         | 50         | 25         | 5          | -                | -                | -                | -                | -                | 19     | 80     | 50     | 25     | 5      |
| Y. Escobar     | 22         | 502        | 437        | 31         | 34         | -                | -                | -                | -                | -                | 22     | 502    | 437    | 31     | 34     |
| E. Gök         | 22         | 138        | 94         | 35         | 9          | -                | -                | -                | -                | -                | 22     | 138    | 94     | 35     | 9      |
| R. Hierrezuelo | 22         | 127        | 69         | 34         | 24         | -                | -                | -                | -                | -                | 22     | 127    | 69     | 34     | 24     |
| C. Kirkit      | 11         | 51         | 38         | 8          | 5          | -                | -                | -                | -                | -                | 11     | 51     | 38     | 8      | 5      |
| C. Poglajen    | 22         | 239        | 199        | 13         | 27         | -                | -                | -                | -                | -                | 22     | 239    | 199    | 13     | 27     |
| H. Şahin       | 1          | 1          | 1          | 0          | 0          | -                | -                | -                | -                | -                | 1      | 1      | 1      | 0      | 0      |
| K. Şahin       | 18         | 97         | 70         | 27         | 0          | -                | -                | -                | -                | -                | 18     | 97     | 70     | 27     | 0      |
| H. Yücel       | 20         | 198        | 165        | 24         | 9          | -                | -                | -                | -                | -                | 20     | 198    | 165    | 24     | 9      |

P = presenze; PT = punti totali; AV = attacchi vincenti; MV = muri vincenti; BV = battute vincenti